# Rethusus
Rethusus es un género de escarabajos  de la familia Latridiidae. Habita en Nueva Zelandia. Broun describió el género en 1886. Contiene las siguientes especies:
- Rethusus fulvescens Broun, 1921
- Rethusus lacrimosus Broun, 1886
- Rethusus pustulosus Belon, 1884